# وی‌تی-۴
وی‌تی-۴ (انگلیسی: VT-4) یک تانک اصلی میدان نبرد نسل سوم ساخته شده توسط کشور چین است. این تانک تاکنون به کشورهای تایلند، پاکستان و نیجریه صادر شده و هم اکنون در خدمت نیروی زمینی این کشورها است.